# Lukáš Pabiška
Lukáš Pabiška (* 24. února 1984 Liberec) je český lední hokejista hrající na pozici útočníka. Jeho sourozencem je o deset minut později narozené dvojče, hokejový útočník Marek.

## Život
S ledním hokejem začínal v klubu libereckých Bílých Tygrů a pokračoval zde v mládežnickém i juniorském věku. Během sezóny 2001/2002 se prvně objevil v soutěžním zápase v barvách mužského týmu libereckého klubu, který tehdy ještě hrál českou druhou nejvyšší soutěž. V témže roce se navíc účastnil mistrovství světa hráčů do 18 let. Během ročníku 2003/2004 odehrál vedle zápasů za liberecké mužstvo utkání rovněž za berounské Medvědy, u nichž hostoval. Situace se opakovala ještě po další tři sezóny, jen v prostřední z nich hostoval vedle berounského klubu i v Hradci Králové. Během sezóny 2008/2009 hostoval ve třech utkáních v týmu Benátek nad Jizerou.
Během roku 2009 přestoupil do Mladé Boleslavi a za ni od té doby pravidelně hrál. První hostování zaznamenal až ve svém třetí mladoboleslavské sezóně (2011/2012), kdy v rámci hostování posílil celek Vítkovic výměnou za Vladimíra Svačinu. Další hostování nastalo až v ročníku 2019/2020, kdy z mladé Boleslavi odešel na střídavé starty do klubu Benátek nad Jizerou. Po sezóně do Benátek rovnou přestoupil a sezónu 2020/2021 odehrál tam. V jejím závěru si Pabišku na zápasy playoff extraligy vyžádalo družstvo Bílých Tygrů Liberec do zápasů finálové série proti Třinci, do které zasáhl na tři utkání počínaje třetím zápasem. Finále ale nakonec vyhrál liberecký soupeř v poměru 4:1 na zápasy.